# Akaganeíta
La akaganeíta es un mineral de la clase de los minerales óxidos. Fue descubierta en 1883 en la mina Akagané en la prefectura de Iwate (Japón), siendo nombrada así por esta mina. Un sinónimo es su clave: IMA1962-004.

## Características químicas
Es un complejo de óxido e hidróxido hidratado de hierro y níquel, con aniones adicionales de cloruro. La estructura cristaliza en el sistema cristalino monoclínico, teniendo un hábito de masas polvorientas de grano muy fino, con cristales de menos de 5 µm de longitud, que recientemente se redefinió su molécula.
Se transforma en hematites a una temperatura entre 290-310 °C.

## Formación y yacimientos
Aparentemente formado a partir de la pirrotita por alteración mediante soluciones ricas en sulfatos y hierro. Es un importante constituyente en algunos suelos, así como en salmueras geotérmicas y en algunos tipos de nódulos marinos. También se ha comprobado que puede formarse como producto de la corrosión de algunos meteoritos.
Suele encontrarse asociado a otros minerales como: pirrotita o hibbingita.